# Physematium
Physematium, rod  papratnjača iz porodice vudsijevki, dio reda Polypodiales, rasprostranjen po Americi, Aziji i Africi. 
Na popisu je 20 vrsta i dva hibrida.

## Vrste
1. Physematium angolense (Schelpe) Shmakov
2. Physematium burgessianum (Gerrard ex Hook. & Baker) Shmakov
3. Physematium canescens (Kunze) Trevis.
4. Physematium cochisense (Windham) Li Bing Zhang, N.T.Lu & X.F.Gao
5. Physematium cystopteroides (Windham & Mickel) Li Bing Zhang, N.T.Lu & X.F.Gao
6. Physematium elongatum (Hook.) Trevis.
7. Physematium fragile (Trevis.) Kunze
8. Physematium indusiosum (Christ) Li Bing Zhang, N.T.Lu & X.F.Gao
9. Physematium kangdingense (H.S.Kung, Li Bing Zhang & X.S.Guo) Li Bing Zhang, N.T.Lu & X.F.Gao
10. Physematium manchuriense (Hook.) Nakai
11. Physematium mexicanum (Fée) comb. ined.
12. Physematium molle Kaulf.
13. Physematium montevidense (Spreng.) Shmakov
14. Physematium neomexicanum (Windham) Li Bing Zhang, N.T.Lu & X.F.Gao
15. Physematium obtusum (Spreng.) Hook.
16. Physematium oreganum (D.C.Eaton) Trevis.
17. Physematium phillipsii (Windham) Li Bing Zhang, N.T.Lu & X.F.Gao
18. Physematium plummerae (Lemmon) Li Bing Zhang, N.T.Lu & X.F.Gao
19. Physematium pubescens (Spreng.) Bevis
20. Physematium scopulinum Trevis.
21. Physematium ×kansanum (R.E.Brooks) Li Bing Zhang, N.T.Lu & X.F.Gao
22. Physematium ×maxonii (R.M.Tryon) Li Bing Zhang, N.T.Lu & X.F.Gao

## Sinonimi
- Cheilanthopsis Hieron.
- Hymenocystis C.A.Mey.
- Physematium subgen.Cheilanthopsis (Hieron.) Li Bing Zhang, N.T.Lu & X.F.Gao
- Physematium subgen.Woodsiopsis (Shmakov) Li Bing Zhang, N.T.Lu & X.F.Gao
- Protowoodsia Ching
- Woodsiopsis Shmakov